# دنيس مكدونالد
دنيس مكدونالد (بالإنجليزية: Dennis McDonald)‏ هو سياسي أمريكي، ولد في 14 يوليو 1938 في بروكفيلد في الولايات المتحدة. حزبياً، نشط في الحزب الجمهوري. وقد انتخب عضو مجلس نواب فلوريدا.